# Kamichi cornu
Anhima cornuta
Genre
Espèce
Répartition géographique
Statut de conservation UICN

 LC  : Préoccupation mineure
Le  Kamichi cornu (Anhima cornuta) est une espèce d'oiseaux de la famille des Anhimidae, proche parent des canards et des oies. C'est la seule espèce du genre Anhima. C'est une espèce monotypique (non subdivisée en sous-espèces). Il est surnommé « Mahooka » par une population indienne, en référence à ses cris étonnants.

## Description
Le Kamichi cornu est un oiseau grand et massif. Il mesure 94 centimètres de long pour une envergure de 1,70 mètre et un poids de 3 kilogrammes. L'adulte est énorme avec un petit bec par rapport à la taille de cet oiseau. Le dos est généralement noir verdâtre avec une tache blanche argentée sur l'épaule, plus évidente en vol. Les rémiges et les rectrices sont noirâtres. Sur les parties inférieures, l'abdomen et les couvertures sous-alaires sont blanches. La calotte et le cou sont noirâtres, barré de blanc sur le cou et finement tacheté noir et blanc sur la tête. Cet oiseau possède une « corne » mesurant jusqu'à 15 centimètres. C'est cette corne qui a donné son nom à l’espèce. Cette corne est présente chez les mâles comme chez les femelles et est bel et bien une véritable corne car constituée d'os du crâne recouvert par une couche de kératine comme les cornes des mammifères herbivores tels les antilopes ou les bovins. Elle pousse durant toute sa vie et peut prendre diverses inclinaisons, ce qui permet d'identifier les individus. L'oiseau possède aussi un éperon sur chaque aile.

## Répartition
Son aire s'étend sur la moitié nord de l'Amérique du Sud à l'est des Andes, ainsi qu'en Équateur.

## Cris et Chants
Le cri du Kamichi cornu ressemble à un « U-who's » guttural. Il émet aussi des sons rauques et variés qui forment une phrase du genre: « quuk-quoo, quuk-quoo, yok-yok, yoik-yok ». Les cris portent jusqu'à trois kilomètres de distance. Durant la période de reproduction le mâle et la femelle font un duo de chanteurs.

## Dimorphisme sexuel
Le mâle a la voix légèrement plus basse que celle de la femelle.

## Mœurs
Il est diurne mais peut encore se nourrir après le crépuscule. Il peut dormir dans l'eau peu profonde mais préfère la cime d'un arbre. S'il est menacé, il vole jusqu'à la cime d'un arbre et crie fortement. Cet oiseau est très terrestre mais grimpe aux arbres très facilement grâce à ses longs doigts.
L’espèce est monogame et le couple dure très longtemps. Le territoire de reproduction est maintenu toute l'année et défendu contre les intrus. Cet oiseau est très territorial et lance des cris sonores pour marquer les limites du territoire et pour informer les couples voisins. Le propriétaire peu adopter des postures menaçantes en montrant les marques rousse des ailes et les éperons. Ceux-ci sont utilisés durant les combats ainsi que la longue corne qui est souvent cassée bien qu'il ne s'agisse ni d'un instrument nuptial de parade ni une arme défensive (cette dernière repousse néanmoins peu après). Des poursuites aériennes ont pu être observées.
Les liens du couple sont renforcés par des duos et par un lissage mutuel des plumes. Quelques parades ont été vues. Parade numéro une : les deux oiseaux marchent côte à côte avec la tête en arrière touchant presque le dos. On peut entendre des sons bas et répétés produits par les sacs à air placés de chaque côté du cou. Parade numéro deux : le mâle décrit des cercles en marchant autour de la femelle, le bec pointé vers le sol et les plumes du dos relevées.  Les ailes sont partiellement ouvertes et abaissées. Des courbettes suivent cette parade. L’accouplement a lieu sur le sol. Cet oiseau est sédentaire mais les juvéniles et les non-nicheurs effectuent des déplacements post-nuptiaux locaux.
Cet oiseau peut se reproduire toute l'année. Le couple construit le nid sur son territoire qui sera défendu. Le nid sera toujours placé près de l'eau. La femelle dépose de 2 à 7 œufs. Les deux parents incubent pendant 45-47 jours. À la naissance les poussins sont recouverts d'un duvet épais d'une couleur jaune grisâtre avec le dessous blanc. Ils sont nidifuges et quittent le nid presque aussitôt après l'éclosion. Ils restent près des parents qui les nourrissent.

## Vol
Cet oiseau vole bien grâce à ses ailes longues et larges. Cependant il a du mal à décoller et son vol est assez court. Il peut planer.

## Habitat
Le Kamichi cornu vit dans des zones humides et dans la forêt tropicale.

## Alimentation
Le Kamichi cornu se nourrit de matières végétales (fleurs,racines,baies...). Les jeunes peuvent manger des insectes.